# 白蓮貞
白蓮貞（1921年—？），卓索圖盟喀喇沁右旗（今內蒙古自治區赤峰市喀喇沁旗）人。曾任立法院第一屆立法委員。

## 經歷[2]
- 畢業于南京曉莊蒙藏學校。
- 民國卅七年（1948年），當選蒙古呼倫貝爾部選出之立法委員，曾出席第一屆立法院第一會期內政及地方自治委員會、財政及金融委員會、邊政委員會
- 民國卅九年（1950年），辭立法委員[3]